# Ontbindende voorwaarde
Een ontbindende voorwaarde voorziet erin dat een verbintenis tenietgaat wanneer zich een onzekere gebeurtenis voordoet. Zo kan iemand een som geld schenken onder de ontbindende voorwaarde van vooroverlijden. Wanneer de begiftigde dan sterft vóór de schenker, keert het geld terug en gaat het niet naar de erfgenamen. Een opschortende voorwaarde werkt omgekeerd: een (opeisbare) verbintenis ontstaat pas wanneer een gebeurtenis zich voordoet.

## België
Volgens het Belgische verbintenissenrecht is de ontbindende voorwaarde een toekomstige en onzekere gebeurtenis waarvan de vervulling de verbintenis doet tenietgaan (artikel 5.139 van het Burgerlijk Wetboek). Tot 1 januari 2023 is de ontbindende voorwaarde geregeld door de artikelen 1168 en 1183 Oud BW.
Van zodra de gebeurtenis zich voordoet, treedt de ontbinding van rechtswege in, zonder partijbeslissing of rechterlijke tussenkomst. De geleverde prestaties moeten wederzijds worden gerestitueerd, met uitzondering van de prestaties om iets te doen of niet te doen, en van de tegenprestatie daarvan.
Conceptueel is de ontbindende voorwaarde te onderscheiden van de ontbindende tijdsbepaling of termijn (art. 5.149 BW), alsook van het uitdrukkelijk ontbindend beding en de (buiten)gerechtelijke ontbinding van overeenkomsten. Bij een tijdsbepaling wordt de uitvoering van een verbintenis afhankelijk gemaakt van een toekomstige en zekere gebeurtenis, waarvan hoogstens het exacte tijdstip nog niet bekend is. In de twee laatste gevallen is er sprake van een wanprestatie, wat uitgesloten is voor een ontbindende voorwaarde.
Een ontbindende voorwaarde in een overeenkomst stelt niet noodzakelijk een einde aan alle daaruit voortvloeiende rechten en plichten, alleen aan degene waarop ze betrekking heeft. De rechtsgevolgen van een ontbindende voorwaarde zijn anders naargelang ze hangende is (pendente conditione), zich voordoet (eveniente conditione) of definitief uitblijft (deficiente conditione).

## Voetnoten
1. ↑  Julie De Coninck, De voorwaarde in het contractenrecht, doctoraal proefschrift, KU Leuven, 2007